# Verandering

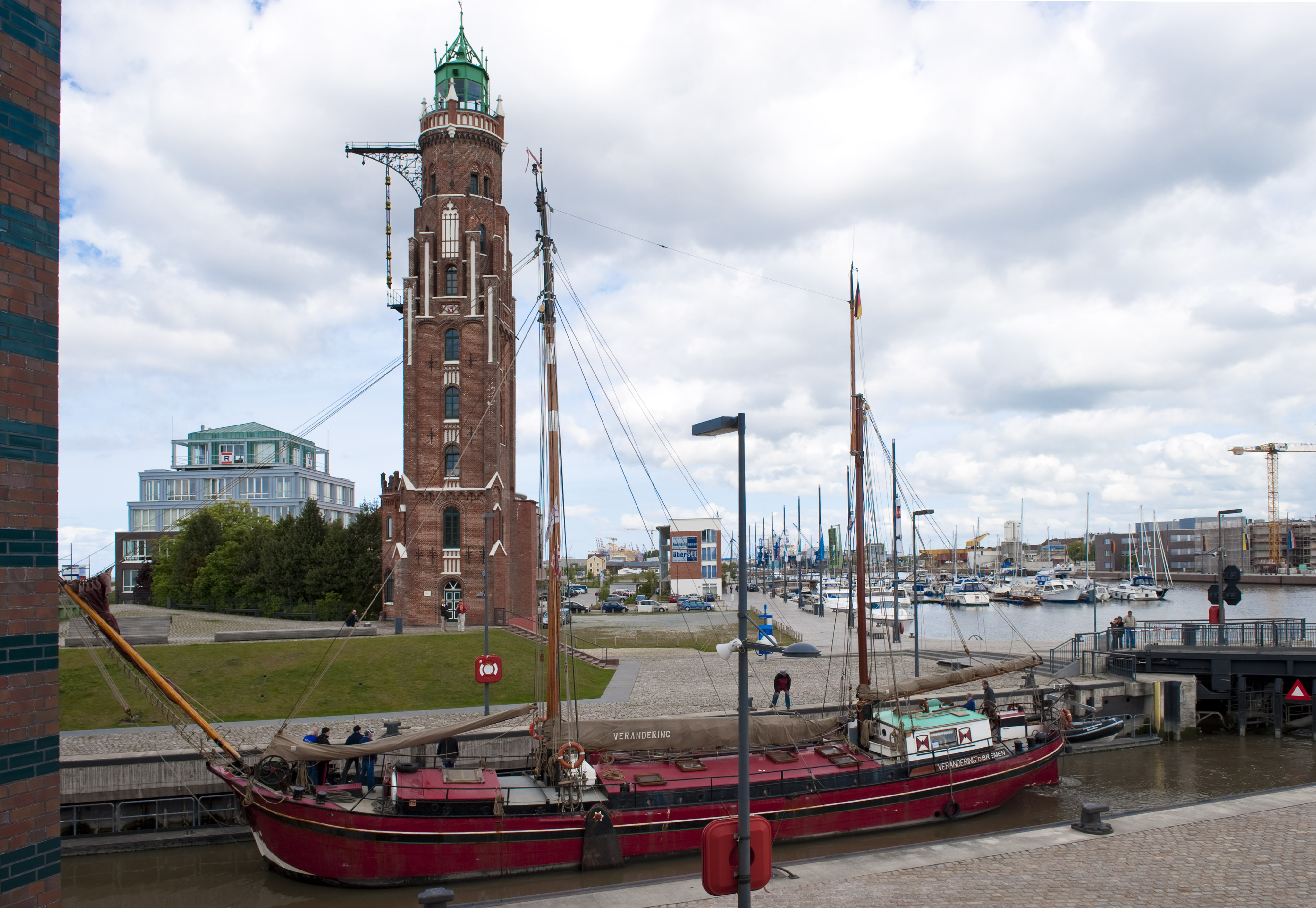
Die Verandering in Bremerhaven

Die Verandering (de.: Veränderung) ist die Gaffelketsch der Bremischen Evangelischen Kirche. Sie ist ein 1898 gebauter Plattboden-Segelklipper.

## Geschichte
Die Verandering wurde 1898 in Raamsdonkveer (Niederlande) als Zweimaster für Watt- und Sundfahrten für einen deutschen Reeder gebaut.
Ursprünglich hatte die Verandering ein elliptisches Heck. 1930 wurde das Schiff nach Groningen verkauft und wegen der Größe der Schleusen das elliptische Heck durch ein gerades ersetzt. Sie wurde zum Einmaster umgebaut und mit einer Seitenschraube ausgerüstet. Die Seitenschraube wurde von einem auf dem Vordeck liegenden Deutz-Motor angetrieben. 1950 wurde in das Schiff zusätzlich ein pressluftgestarteter MWM-Zweizylinder-Motor mit 44 PS eingebaut. In diesem Zustand kaufte ein Ehepaar in den 1970er Jahren das Plattbodenschiff. Sie brachten die Verandering zurück in den ursprünglichen Zustand als Zweimaster mit Lukendeckeln mit Persenningabdeckung. Der Laderaum wurde als Aufenthaltsraum für die Gäste hergerichtet und die Seitenschraube entfernt.
1978 wurde das Schiff verkauft und ständig verchartert. Anfang der 1980er Jahre wurde es erneut verkauft. Die damaligen Eigner begannen, das Schiff technisch nach den mittlerweile geltenden Anforderungen und Regeln für die Watt- und Sundfahrt aufzurüsten. Dadurch konnte die Verandering als eines von wenigen Plattbodenschiffen weiterhin in seinem ursprünglichen Fahrtgebiet im Wattenbereich fahren.
Nach einem weiteren Eignerwechsel kaufte die Bremische Evangelische Kirche das Schiff im Jahr 2001 für die Evangelische Jugend Bremen. Seither fährt das Schiff pro Jahr an über 140 Tagen mit kirchlichen und nichtkirchlichen Gruppen.

## Projekt heute
Die Evangelische Jugend Bremen startete 2001 das Projekt Engel haben Flügel – wir brauchen Segel! mit der Verandering. Ziel ist es, Menschen, die mit dem Schiff fahren und die es betreuen, positiv zu verändern, neue Erfahrungen möglich zu machen und gemeinschaftsbildend zu wirken.
Eine Gruppe von etwa 85 ehrenamtliche tätigen Menschen aus allen Altersgruppen aus Bremen und Umgebung betreut die Verandering seit dem Jahr 2001. Dazu gehören ehrenamtliche Bootsleute und Skipper für die Wochenend- und Wochenfahrten auf der Unterweser und im Wattenmeer. In den Sommerferien ist das Schiff in der Ostsee unterwegs.